# Robert Zemeckis
Robert Zemeckis (født 14. maj 1951) er en amerikansk filminstruktør, producer og manuskriptforfatter. Han har modtaget både en Oscar og en Golden Globe for bedste instruktør.

## Filmografi
- I Wanna Hold Your Hand (1978)
- Used Cars (1980)
- Nu går den vilde skattejagt  (1984)
- Tilbage til fremtiden (1985)
- Hvem snørede Roger Rabbit (1988)
- Tilbage til fremtiden II  (1989)
- Tilbage til fremtiden III  (1990)
- Døden klæ'r hende (1992)
- Forrest Gump  (1994)
- Contact (1997)
- Bag facaden (2000)
- Cast Away (2000)
- The Polar Express (2004)
- Beowulf (2007)
- A Christmas Carol (2009)
- Flight (2012)
- The Walk (2015)
- Allied (2016)
- Velkommen til Marwen (2018)
- The Witches (2020)